# Uffesgade
Uffesgade er en gade på Ydre Nørrebro i Mimersgadekvarteret. Uffesgade er den første sidegade til Nørrebrogade efter Nørrebros Runddel.
Gaden er opkaldt efter Uffe den Spage, en dansk sagnhelt, der ifølge Saxo kæmpede med sin fader Vermunds legendariske sværd, Skræp.
Uffesgade er en af de mindste navngivne gader i kvarteret. Der er kun 4-5 opgange på den ene side af gaden (de lige numre) og således ingen adresser på Uffesgade med ulige numre. På denne side ligger der en ubebygget grund, der er indhegnet til boldbane. Uffesgade ender blindt i en lille, stille græsplæne med træer og containere og stier. Gavlen på det sidste hus i Uffesgade (nr. 10) er dekoreret med grå beton og forestiller abstrakte hustage. 
De to hjørnehuse mod Nørrebrogade er tildelt høj bevaringsværdi. Begge huse er flotte og rigt dekorerede med udsmykninger af løvehoveder, borter og andet tingeltangel. De to huse indeholder i dag et værtshus, Nørre Bodega, og en køreskole. Nørre Bodega pryder forsiden af Poul Kragelunds erindringer "Så vidt jeg husker", der delvis foregår på Nørrebro. Det var hans morfar, der boede i Thorsgade, der holdt meget af at frekventere bodegaen.

## Uffesgades historie
Uffesgade hed på et kort fra 1915 Vølunds passage og så noget skummelt ud. Den store karré Thorsgade, Odinsgade, Jagtvej, Nørrebrogade havde masser af baghuse i 1915 og var uhyre tæt bebygget i forhold til det ellers ret luftige Nørrebro.
Indtil 1920'erne hed gaden Ølundsgade efter Ølunds Mølle, en hollandsk vindmølle. Ølunds Mølle blev opført 1826 af Christian J. Ølund og var i drift helt frem til ca. 1880. I 1930 boede der stadig en møllebygger i gaden: ”PN Christoffersen eftf. Møllebygger”. Møllen lå lige op til bagenden af Nørrebros Runddel. Helt op i 1970’erne kunne man stadig i Uffesgades baggårde se den underste del af møllebygningen. Den solide underbygning stod lige til 1979, i gården bag Nørrebrogade 184.
Det officielle navneskift fra Ølundsgade til Uffesgade fandt dog først sted så sent som 1941.